# Йоганн Прегесбауер
Йоганн Прегесбауер (нім. Johann Pregesbauer, нар. 9 червня 1955) — австрійський футболіст, захисник.
Відомий виступами за клуб «Рапід» (Відень), а також національну збірну Австрії.
Дворазовий чемпіон Австрії, чотириразовий володар Кубка Австрії. 

## Клубна кар'єра
У дорослому футболі дебютував 1974 року виступами за команду клубу «Рапід» (Відень), кольори якої і захищав протягом усієї своєї кар'єри гравця, що тривала тринадцять років. 

## Виступи за збірну
1980 року дебютував в офіційних матчах у складі національної збірної Австрії. Протягом кар'єри у національній команді, яка тривала 5 років, провів у формі головної команди країни лише 10 матчів.
У складі збірної був учасником чемпіонату світу 1982 року в Іспанії.

## Титули і досягнення
- Чемпіон Австрії (2):

«Рапід» (Відень): 1981–82, 1982–83
- Володар Кубка Австрії (4):

«Рапід» (Відень): 1975–76, 1982–83, 1983–84, 1984–85